# Lyman J. Gage

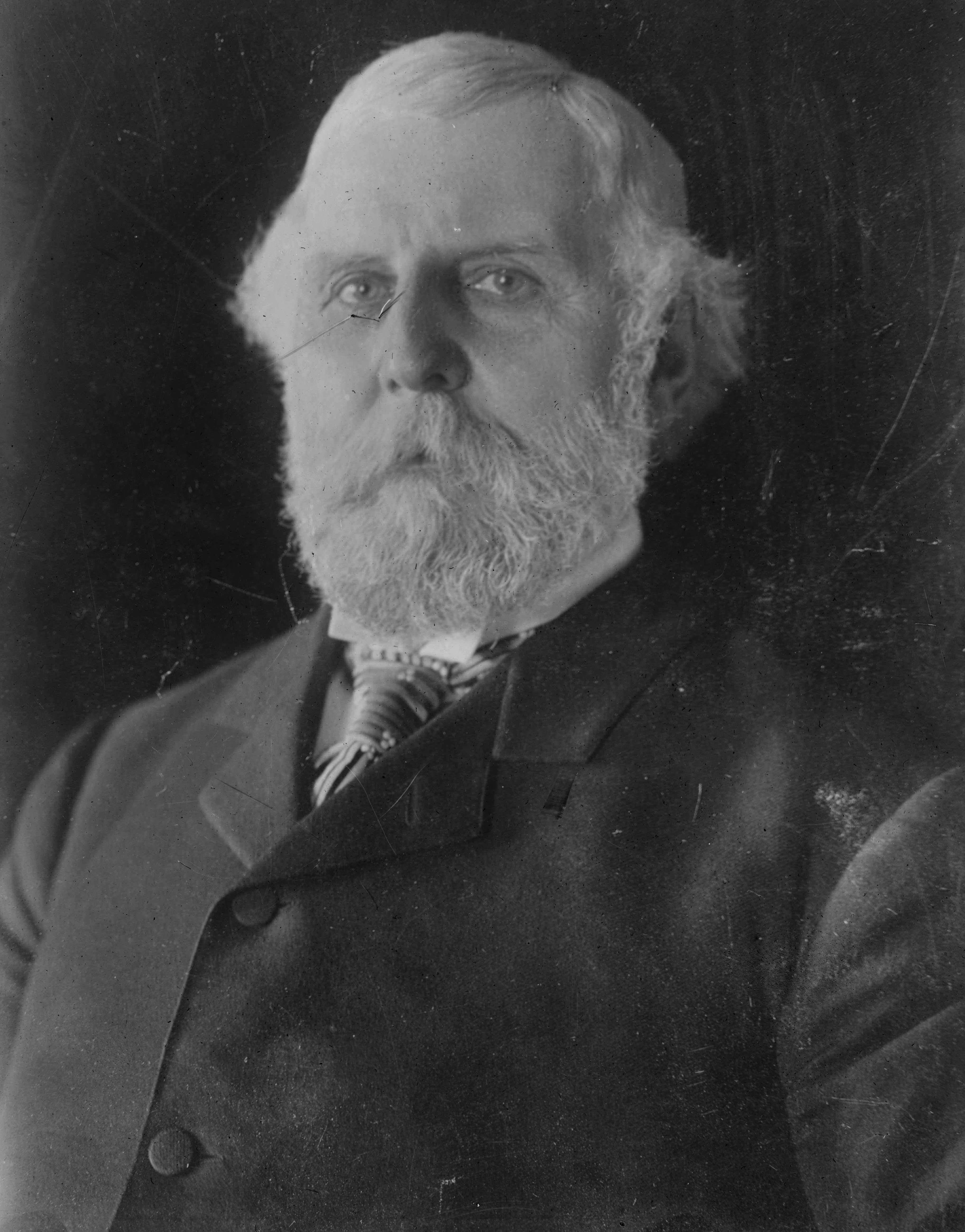
Lyman J. Gage

Lyman Judson Gage (* 28. Juni 1836 in DeRuyter, Madison County, New York; † 26. Januar 1927 in San Diego, Kalifornien) war ein US-amerikanischer Geschäftsmann und Politiker, der unter den Präsidenten William McKinley und Theodore Roosevelt das Amt des Finanzministers der Vereinigten Staaten bekleidete.

## Berufliche Laufbahn
Nach der Schulausbildung in Rom und New York City wurde Gage 1853 Bankangestellter in Chicago. Von 1855 bis 1858 war er als Buchhalter tätig. Zwischen 1861 und 1868 arbeitete er als Kassierer einer Handelsbank. 1868 begann er seine Karriere bei der First National Bank of Chicago, bei der er vom Stellvertretenden Kassierer und Vizepräsidenten 1882 zum Präsidenten aufstieg.

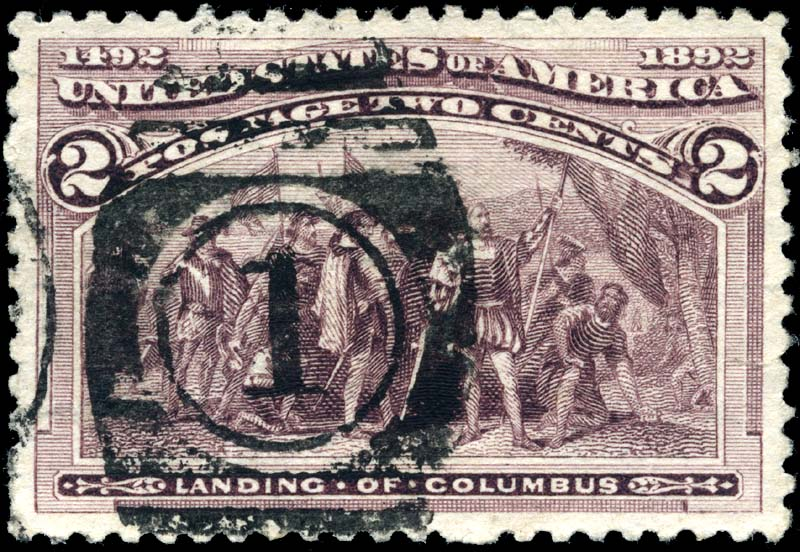
Sondermarke zur Weltausstellung

1892 wurde er Vorstandsvorsitzender der World’s Columbian Exposition, die als 19. Weltausstellung ihrer Art vom 1. Mai bis zum 30. Oktober 1893 in Chicago stattfand. Die erfolgreiche Finanzierung dieser Ausstellung, die an die Entdeckung von Amerika durch Christoph Kolumbus im Jahr 1492 erinnerte, war insbesondere ihm zu verdanken. Im Anschluss an die Weltausstellung wurde er erster Präsident der Bürgervereinigung von Chicago, die sich eine Neugestaltung der Stadt zum Ziel setzte.

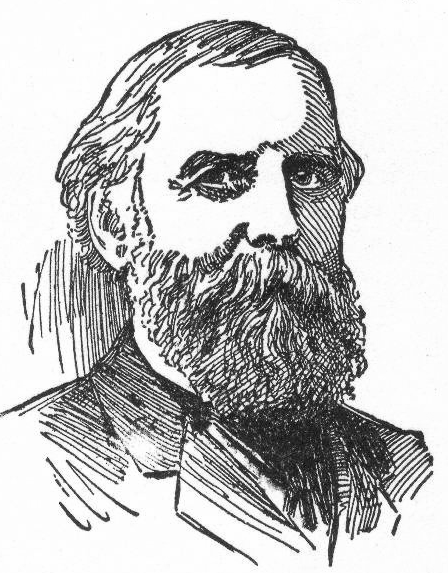
Stich aus dem New Student‘s Reference Work von 1914

 Nach seinem Rückzug aus dem politischen Leben wurde Gage 1902 Bankier in New York City. Von April 1902 bis 1906 amtierte er auch als Präsident der United States Trust Company in New York.

## Politische Laufbahn

### Wechsel der Parteizugehörigkeit
Gage gehörte ursprünglich der Republikanischen Partei an und war 1880 Delegierter zur Republican National Convention sowie Vorsitzender von deren Finanzausschuss. 1884 trat er jedoch zur Demokratischen Partei über und war Unterstützer des erfolgreichen Präsidentschaftskandidaten Grover Cleveland. Dieser bot ihm nach seiner zweiten Wahl zum US-Präsidenten am 4. März 1893 bereits das Amt des Finanzministers an, was Gage jedoch ablehnte. 1896 wurde er dann wieder Unterstützer des Präsidentschaftskandidaten der Republikaner, William McKinley. Während des Wahlkampfes war er maßgeblicher Berater von McKinley in Währungsfragen.

## Finanzminister unter McKinley und Roosevelt

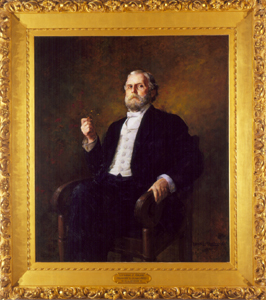
Porträt von Lyman J. Gage im Finanzministerium

Nach der Wahl von McKinley zum Präsidenten berief ihn dieser am 6. März 1897 als Finanzminister in sein Kabinett. Seine Ernennung stieß auch auf breite Unterstützung in den führenden Tageszeitungen. Dieses Amt übte er auch nach der Ermordung von McKinley unter dessen Nachfolger Theodore Roosevelt aus.
Als Finanzminister war er 1900 maßgeblich an der Verabschiedung des Gold Standard Act beteiligt, durch die der US-Dollar wieder ausschließlich durch Gold gedeckt wurde. Durch dieses Gesetz konnte die Geldmenge von 1900 bis 1912 durch Maßnahmen des Finanzministers beeinflusst werden. Daneben verbesserte er auch die Beziehungen und Regulierungen zwischen der Regierung und den einzelnen Nationalbanken.
Am 31. Januar 1902 trat er von seinem Amt zurück und wurde durch L.M. Shaw abgelöst.

## Ehrungen
Während des Zweiten Weltkrieges wurde am 29. Dezember 1943 das Frachtschiff USS Cheleb (AK-138) als Liberty-Frachter auf seinen Namen getauft. Der Preis der Civic Federation wurde ihm zu Ehren Lyman J. Gage Award genannt.

## Veröffentlichungen
- Financial topics of the day. The development of banking and the public benefits thereof. Chicago 1899
- Customs inspection of baggage. New York 1901
- Memoirs of Lyman J. Gage. Publisher: House of Field, inc., New York 1937 im Internet Archive